# جی (اکلاهما)
جی(به انگلیسی: Jay) شهری در ایالت اکلاهما کشور ایالات متحده آمریکا است که جمعیت آن در سرشماری سال ۲۰۱۰ میلادی، ۲٬۴۴۸ نفر بوده‌است.